# Marsicovetere
Marsicovetere ist eine süditalienische Gemeinde (comune) mit 5668 Einwohnern (Stand 31. Dezember 2023) in der Provinz Potenza in der Basilikata. Die Gemeinde liegt etwa 28 Kilometer südlich von Potenza im Val d'Agri. Marsicovetere gehört zur Comunità Montana Alto Agri.

## Geschichte
Der Ort muss schon in der römischen Antike bestanden haben. Strabon erwähnt ein Vertina, das im Gemeindegebiet nahe Grumentum gelegen haben muss. Seit 1118 ist die Burganlage nachweisbar. 1575 wurde das Kloster Santa Maria di Constantinopoli errichtet.

## Verkehr
Durch die Gemeinde führt die Strada Statale 598 di Fondo Valle d'Agri von Policoro nach Atena Lucana.